# Shenavan (Armavir)
Shenavan (in armeno Շենավան?, fino al 1946 Kyalagarkh o Kolagarkh) è un comune dell'Armenia di 1 812 abitanti (2009) della provincia di Armavir.